# 叶海亚·贾梅
叶海亚·贾梅（英語：Yahya Jammeh，1965年5月25日—），非洲國家甘比亞前任總統，1994年，年僅29歲的賈梅發動政變，奪得政權。之後在1996年、2001年、2006年、2011年四度連任，直到2016年岡比亞總統選舉敗選，2017年在法定新總統阿達馬·巴羅就職日拖延了數日後才宣布交接，隨後輾轉逃亡到赤道幾內亞。

## 早年生涯
叶海亚·贾梅在甘比亞完成中學教育後，1984年於甘比亞國防軍服役，1989年時的軍階是中尉，並於1992年成為岡比亞軍事警察部隊的指揮官。他曾在鄰國塞內加爾與美國軍校上課，接受廣泛的軍事訓練。

### 夺权
1994年7月22日，一群甘比亞國民軍年輕軍官從獨裁總統達烏達·凱拉巴·賈瓦拉奪取政權，並控制首都班珠尔。該次政變並未流血，且阻力很小。當時贾梅時年僅29歲，是军队临时治理委员会（AFPRC）的領導者。临时治理委员会随后中止了憲法、关闭了国境並實施宵禁。賈梅新政府的政變理由是軍隊人員不滿意他們的工資、生活條件、以及他們的前景。1996年，新憲法經公投生效，他隨後通過選舉於同年成為總統。

## 總統任期

### 內政
賈梅在任期內被指長期嚴厲打壓反對派、反政府媒體和同性戀者，更殘殺外國人和記者。他亦被指在任內虧空國庫逾千萬美元。
2015年12月，贾梅自行将国號改为冈比亚伊斯兰共和国。
他少數的德政包括立法禁止女陰殘割和童婚，令女性獲得更多保護。

### 外交
2013年10月，他稱英聯邦為「帝國主義的延伸」，並使甘比亞退出組織。甘比亞在他下臺後才重新加入英聯邦。
賈梅對中華民國的態度捉摸不定。1995年宣布與中華民國建交，但又於2013年11月14日無預警片面宣佈基於國家戰略利益斷交。
同日，中華民國派遣特使團前往甘比亞試圖挽回，但因無法見到賈梅而失敗，因此中華民國也在11月18日宣布與甘比亞斷交。
2016年2月，他單方面調高對唯一鄰國塞內加爾的過路費100倍，使對方暫閉邊境。此舉亦打擊國內經濟。

## 下臺及流亡
2016年岡比亞總統選舉，賈梅敗給阿達馬·巴羅而連任失利，數日後還拒絕承認敗選。2017年1月18日，由於賈梅未如期交出政權，西非聯軍因此進入甘比亞境內，隨後賈梅於21日在國營電視台上宣布願意和平轉移政權，他和家人在幾內亞總統阿爾法·孔戴的陪同下搭機離開他統治22年的甘比亞並飛往幾內亞，然後再轉往赤道幾內亞，並開始棄政務農。

## 批评
2016年11月2日，非政府组织「无国界记者」把贾梅列入“新闻自由掠夺者”名单。

## 創辦機構
- 創建賈梅總統和平基金會（JFP），是賈梅的白手套機構。據說是有助於為岡比亞消除貧困、提高農業生產，並為有需要的學生資助教育的機會。
- 賈梅總統和平基金會（JFP）附屬醫院，由總統贊助，並提供每個人醫療服務，不論年齡、宗教、性別、性別或政治派別。

## 獲獎與榮譽
- 美國馬里蘭州聖瑪麗學院（英语：St. Mary's College of Maryland）名譽學位[16]
- 英培爾大學諾曼學院（英语：Norman Academy）名譽學位[17]。
- 國立臺北科技大學名譽管理博士學位[18][19]。

## 私人生活
配偶
- 第一任妻子，以離婚收場。
- 第二任妻子，Zeinab Suma Jammeh，1999～今。

子女
- 女兒, Mariam Jammeh，與第二任妻子所生，2007～今。
- 長子, Muhammed Yahya Jammeh，與第二任妻子所生，2007～今。

側室
- Ms. Alima Sallah（甘比亞現任駐沙特大使Mr Omar Gibril Sallah與Mrs Zahra Sallah的女兒）。
- 2010年9月30日，贾梅公開他的另外兩個21歲（或說18歲）妻子Ms. Alima Sallah，Mr Omar Gibril Sallah（甘比亞現任駐沙特大使的女兒）。

## 轶闻
2007年1月18日，叶海亚-贾梅宣称他的祖先给他托梦，向他传授了治疗艾滋病和哮喘病的药方。他说：“治疗需要一整天。三天之内，艾滋病患者就会转为阴性。”冈比亚国家电视台在晚间新闻播放了贾梅宣称能治疗艾滋病的新闻之后，2月3日上午，前来就诊的患者已排起长队；但他表示治疗哮喘的人数不能超过100人，而艾滋病则不能超过10人。国际社会把叶海亚-贾梅的这则新闻当做笑话，世界各地的卫生官员对此则持怀疑态度；南非夸祖鲁那他大学（University of KwaZulu-Natal）教授杰里-库瓦迪亚（Jerry Coovadia）表示：“一个国家领导人做出这样古怪的结论，不仅不负责任，同时非常危险，他应该遭到弹劾，停止胡说八道。”
台海两岸的网络舆论曾相信，2007年賈梅在与美国总统小布什的会谈中宣称，一旦中华人民共和国武力犯台，甘比亞將會協防臺灣，以千人左右的海军陆战队抵挡解放军。中华人民共和国官媒《环球时报》则指这是假新闻。